# マイケル・パリス
マイケル・パリス（Michael Paris、1986年10月6日 - ）は、フィリピン系アメリカ人プロレスラー。カリフォルニア州ロサンゼルス出身。NXT所属。NXTでのリングネームはホワキン・ワイルド （Joaquin Wilde）。
インディー団体で活動していた頃はシーマ・ザイオン（Shiima Xion）、DJZ、ジーマ・アイオン（Zema Ion）などのリングネームを用いていた。奇抜なヘアースタイルが特徴。

## 来歴

### キャリア初期、IWC（2004-2008）
子どもの頃からプロレスラーかロックスターになりたいと言っており、16歳の時にギターがうまく弾けないと気付くとプロレスラーになるべく養成所を探すようになった。
2003年にペンシルバニア州ピッツバーグでスーパー・ヘンタイ、ジャーリー・ドゥエ、グリーン・スペクターと言ったトレーナーの下でトレーニングを開始した。14ヶ月トレーニングを積み、2004年にウェストバージニア州ホイーリングで"初めてのフィリピン人男性レスラー"としてシーマ・ザイオン（Shiima Xion）の名前でジェイソン・ゴーリーを相手にデビューしている。ペンシルバニア州ではあまり活動ができなかったため、オハイオ州やウェストバージニア州の団体にも進出するようになった。18歳になるとインターナショナル・レスリング・カルテット（International Wrestling Cartel、略称：IWC）に参戦するようになる。IWC以外にもチカラ、ファー・ノース・レスリング（Far North Wrestling）、プロレスリング・アンプラグド（Pro Wrestling Unplugged）にも参戦するようになった。IWCでは04年から08年にかけてタッグとシングルで活躍し、何度もベルトを獲得している。06年にはDDTに参戦している。

### メキシコ（2008-2012）
08年の5月3日にメキシコシティでジョー・リダーとタッグを組み、エル・ジェネリコとクレイジー・ボーイを相手にディザスター・トータル・ウルトラバイオレット（DTU）に初参戦し、ジェネリコのブレーンバスターで敗北。一時的に離脱後2009年の7月にトゥランシンゴでクレイジー・ボーイとエクストリーム・タイガーとの3wayマッチで復帰するもエクストリーム・タイガーにより敗北。その後DTUのイベントに出場、DTU王座を賭けてアレロ・ボーイとラゲデと3wayマッチを行なうもアレラ・ボーイにフォール負けしてしまう。その後離脱し2009年の夏頃からAAAへ参戦。テディ・ハートとエレクトリック・ショックと組み、ラ・パーカー、ジャック・エヴァンス、エクストリーム・タイガーとの6人タッグマッチに出場するも、エクストリーム・タイガーのダブル・フットスタンプでピンフォール負けしてしまう。

### TNA（2011-2018）
2011年6月23日にジーマ・アイオンとして初登場。登場早々に7月のPPVであるDestination Xで優勝すると契約できる予選トーナメントに出場、ダコタ・ダーソウとフェデリコ・パラシオスの3wayマッチに勝利する。そしてDestination Xの決勝で、予選を勝ち抜いてきたジャック・エバンス、ロウ・キー、オースチン・エイリースの4wayマッチに出場するも負けてしまい、惜しくも契約には至らなかった。しかし、近日後にTNAとの契約が発表された。
8月にバックステージに登場。バックステージに登場した翌週にはXディヴィジョン・ランキングのガントレットマッチに出場。マーク・ハスキンスを落としたあとジェシー・ソーレンセンに落とされてしまう。その後、9月28日のImpact Wrestling!で行われた5人形式のラダーマッチに登場するがブライアン・ケンドリックに負けてしまう。
12月からアイオンは2012年のGenesisでXディヴィジョン王座の挑戦者を決めるために、アンソニー・ニースと3連戦を行い、2勝したため挑戦者と選ばれた。また、この頃からヒール色を強くしていく。
2012年1月8日のGenesisで王者のオースチン・エイリース、挑戦者のキッド・カッシュ、ジェシー・ソーレンセンとの4wayマッチに挑むも、2番目に脱落してしまう。脱落したあとソーレンセンを妨害し、エイリーズを助けた。ソーレンセンを妨害し、抗争が始まるかと思えた。しかし、2月のAgainst All OddsでXディヴィジョン王座への挑戦権を賭けソーレンセンと戦いでアイオンのコーナーからのムーンサルトアタックの際に膝がソーレンセンの顔面に入ってしまい、負傷させてしまう。（試合はリングアウト勝ち）

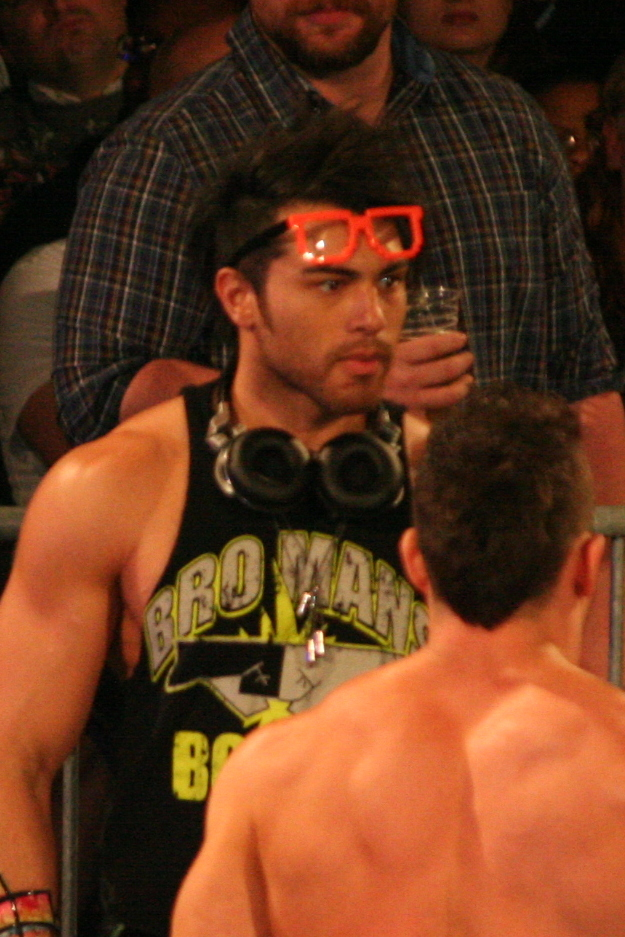

3月にオースチン・エイリースのXディヴィジョン王座へ正式に挑戦を表明、18日のVictory Roadでエイリースと対戦するがサブミッションにより負けてしまう。翌週に別の形式で再び挑戦するも失敗、5月にもう1度挑戦するも再度失敗する。
エイリースがヘビー級王座に挑戦するため王座返上したため、空位になった王座の新たな保持者を決めるべく開催された7月のDestination Xで行われたワンデイ・トーナメントに参加。初戦でフリップ・カサノヴァを破り決勝へ進出、決勝でケニー・キング、メイソン・アンドリュース、サンジェイ・ダットとアルティメットXマッチ方式で4wayマッチを行い勝利、Xディヴィジョン王座を初獲得する。26日にケニー・キングと防衛戦を行い、ボビー・ルードの介入をはさみ勝利。8月のHardcore Justiceで再びケニー・キング、9月にはNo Surrenderでサンジェイ・ダットから防衛している。10月初頭にダグラス・ウィリアムズを変形サブミッションで破り防衛するが、14日のBound of Gloryでロブ・ヴァン・ダムに負け、タイトルを失ってしまう。25日に再戦権を行使するが負けてしまう。2013年に入ってからもディヴィジョン王座を狙い続け、RVDや2月にRVDから王座を奪ったケニー・キングに挑戦し続けるが一向に獲得することができず負傷してしまい、長期離脱をしてしまう。
11月の末に復帰すると同時にジェシー・ゴッダーズとロビー・EのブローマンズにDJとして加入。ディビジョン王座にいつでも挑戦できる権利書が入っているブリーフケースを獲得。2014年1月末に権利書を行使し、王者のエイリースに挑戦するも失敗。また、リングネームをギミックに合わせDJ Zに変更し、髪型も変えている。
同月末にブローマンズがザ・ウルブズ（デイビー・リチャーズ、エディ・エドワーズ）に敗れタイトルを手放しまうが、W-1で行われるウルブズと近藤修司とカズ・ハヤシのチーム246のタッグ王座戦に割り込む形で参戦。チーム246からフォールを奪い王座を奪取している。

### NXT（2019-）
2019年5月、WWEと契約し、リングネームをホワキン・ワイルドに改めた。

## 得意技
450°スプラッシュ
630°セントーン
ゴリー・ボム
バイブル・ブラック
ランニング・ダブル・ニー・アタックの体勢で相手をフォールする。
フロム・ラスト・トゥ・ダスト
スタナーの体勢から前方に倒れこみ、相手の頭をDDTの体勢で突き刺す。スナップメアドライバーと同型。
フィリピン・デストロイヤー
ネックブリーカーの体勢からだとフィリピン・デストロイヤーになる。
サブミッション・インポッシブル
リストクラッチ式リバース・クロス・アームバー
 ホスタイル・メイク・オーバー
バックドロップの体勢で持ち上げた相手の顔面に右膝を突き刺す。
メアリー・ルー・レットン・スプラッシュ
きりもみ式スプラッシュ
ワンナイト・スタンド
ランニング式リバースDDT

## 獲得タイトル
TNA(Total Nonstop Action Wrestling)
- インパクトXディヴィジョン王座：1回
- インパクト世界タッグ王座：1回（w/アンドリュー・エベレット）

AIW(Absolute Intense Wrestling)
- AIWアブソルート王座：1回
- AIWインテンス王座：1回
- AIWタッグチーム王座：1回（w/ショーン・ブレイズ）

CWE(Championship Wrestling Experience)
- CWEアンディスプッド王座：1回

Far(Far North Wrestling)
- FNWクルーザー級王座：2回

IWC(International Wrestling Cartel)
- IWCスーパーインディ王座：2回
- IWCタッグチーム王座：2回 （w/ジェイソン・ゴーリー）
- IWC世界ヘビー級王座：2回

IPW（International Pro Wrestling）
- IPWテキサスヘビー級王座：3回

NEPW(New Era Pro Wrestling)
- NEPWユナイテッドステイツ・タッグチーム王座：1回 （w/ジェイソン・ゴーリー）

## その他
- フィリピン出身と説明されているが、実際はフィリピンとフランスのハーフである。
- ウェスト・バージニア大学ではジャーナリズムを専攻していた。
- 最初は初めてのフィリピン出身ギミックだったが、06年あたりからロックスターギミックになっている。ロックスターギミックになってからはリングでマイクアップしたり、髪の毛を黒から赤とブロンドにしている
- 2006年と2009年にDDTプロレスリングに参戦している。